# Tenebroides punctata
Tenebroides punctata là một loài bọ cánh cứng trong họ Trogossitidae. Loài này được Dejean miêu tả khoa học năm 1836.